# Commissione centrale di controllo
Nei partiti comunisti  la commissione centrale di controllo è un organo collegiale, eletto dal congresso, incaricato di vigilare sul buon funzionamento degli organi e sulla corretta gestione finanziaria, nonché sull'aderenza alle norme e all'etica del partito da parte degli iscritti e di coloro che aspirano a divenirlo, irrogando le sanzioni disciplinari. Tali funzioni possono, però, anche essere ripartite tra più organi.

## Partito Comunista dell'Unione Sovietica
La Commissione centrale di controllo del Partito bolscevico fu istituita nel 1920 dalla IX Conferenza del partito, su richiesta di un gruppo di oppositori interni, detto del "centralismo democratico", guidato tra gli altri da V. Smirnov, N. Ossinski e T. V. Sapronov, che denunciavano l'eccesso di centralizzazione e il ricorso a metodi autoritari nella vita di partito. Nel 1921 dalla Commissione centrale di controllo fu scissa la Commissione centrale di revisione, incaricata della vigilanza sulla gestione finanziaria. La Commissione centrale di controllo, cui erano rimaste le competenze disciplinari, divenne Commissione di controllo del partito (nel 1934) e poi Comitato di controllo del partito del Comitato centrale (nel 1934), eletta da quest'ultimo e non più dal Congresso. Nel 1990 il XVIII Congresso del PCUS riunificò la Commissione centrale di revisione e il Comitato di controllo del partito nella Commissione centrale di controllo, che operò fino allo scioglimento del partito nel 1991.

## Partito Comunista Cinese
La Commissione centrale di controllo del Partito Comunista Cinese fu istituita nel 1925. Nel 1949, dopo la nascita della Repubblica popolare Cinese, gli fu mutato il nome in Commissione centrale per l'ispezione disciplinare, per poi ritornare alla vecchia denominazione nel 1955. Accantonata durante la Rivoluzione culturale, fu ristabilita nel 1978, riprendendo la denominazione di Commissione centrale per l'ispezione disciplinare.
Secondo lo Statuto del PCC (art. 43) è eletta dal Congresso nazionale ed elegge il proprio segretario, nonché i vicesegretari e il comitato permanente. Commissioni analoghe sono previste ai vari livelli di articolazione territoriale del partito, elette dai relativi congressi locali.